# راي إليس (لاعب كرة قدم أمريكية)
راي إليس (بالإنجليزية: Ray Ellis)‏ هو لاعب كرة قدم أمريكية أمريكي، ولد في 27 أبريل 1959.

## وصلات خارجية
- راي إليس على موقع مرجع كرة القدم المحترفة.كوم (الإنجليزية)